# Francesca Bosio
Francesca Bosio (Milano, 7 agosto 1997) è una pallavolista italiana, palleggiatrice della Pro Victoria.

## Carriera

### Club
La carriera di Francesca Bosio comincia nelle giovanili dell'Template:Volley femminile ASPES, dove resta fino alla stagione 2013-14 quando viene ingaggiata dal Busto Arsizio, giocando nella squadra che disputa il campionato di Serie B1.
Nella stagione 2014-15 passa all'AGIL di Novara, disputando ancora la Serie B1, giocando però per la prima squadra in occasione della Challenge Cup: nell'annata 2015-16 viene definitivamente promossa in prima squadra, in Serie A1.
Per il campionato 2016-17 si trasferisce al Filottrano, in Serie A2, dove resta per due stagioni, vincendo la Coppa Italia di categoria 2016-17 e ottenendo la promozione in Serie A1, che disputa con lo stesso club nell'annata 2017-18.
Nella stagione 2018-19 si accasa alla Cuneo Granda, mentre nell'annata successiva veste la maglia del Chieri '76, con cui vince la WEVZA Cup 2022 e la Challenge Cup 2022-23. Per il campionato 2023-24 torna all'AGIL, aggiudicandosi la Challenge Cup 2023-24 e la Coppa CEV 2024-25, per poi difendere, nella stagione 2025-26, i colori della Pro Victoria, sempre nella massima divisione nazionale.

### Nazionale
Nel 2014 fa parte della nazionale italiana under 19, per proseguire poi nel 2015 con quella nazionale italiana under 20 e nazionale italiana under 23.
Nel 2018 ottiene le prime convocazioni nella nazionale maggiore: nel 2019 vince la medaglia d'argento alla XXX Universiade e nel 2022 l'oro ai XIX Giochi del Mediterraneo.

## Palmarès

### Club
- Coppa Italia di Serie A2: 1

2016-17
- Coppa CEV: 1

2024-25
- Challenge Cup: 2

2022-23, 2023-24

### Nazionale (competizioni minori)
- Universiade 2019
- Giochi del Mediterraneo 2022